# Щахарам
Щахарам (малаял. ശകാരം) — ща, буква алфавита малаялам, обозначает глухой альвеоло-палатальный фрикатив [ɕ]. При произношении язык опускается так, что кончик языка падает за передние зубы к нижней челюсти. Акшара-санкхья — 5 (пять). Символ юникода — U+0D36.
Графически близким к написанию буквы щахарам является написание чиллакшары ൾ, являющейся вариантом написания ретрофлексной лахарам ള без гласного звука (вирама).